# Cherokee County (Kansas)
Cherokee County je okres ve státě Kansas v USA. K roku 2010 zde žilo 21 603 obyvatel. Správním městem okresu je Columbus. Celková rozloha okresu činí 1 531 km². Na východě sousedí se státem Missouri a na jihu je Oklahoma.

## Sousední okresy
| Růžice kompasu |                   | Crawford County          |                    | Růžice kompasu |
| Růžice kompasu | Labette County    | Sever                    | Jasper County (MO) | Růžice kompasu |
| Růžice kompasu | Labette County    | Cherokee County (Kansas) | Jasper County (MO) | Růžice kompasu |
| Růžice kompasu | Labette County    | Jih                      | Jasper County (MO) | Růžice kompasu |
| Růžice kompasu | Craig County (OK) | Ottawa County (OK)       | Newton County (MO) | Růžice kompasu |